# Svend Wiig Hansen (dokumentarfilm)
|  | Denne artikel er oprettet af botten Steenthbot ud fra en ekstern database. Den kan derfor have sproglige fejl eller mangler. Denne skabelon kan fjernes efter kontrol af indholdet. |

Svend Wiig Hansen er en dansk portrætfilm fra 1967 instrueret af Per Ulrich efter eget manuskript.

## Handling
Kunstneren fortæller om sit arbejde med det billede, der indgik i udsendelsen "TV's kunstmappe", som Danmarks Radio udsendte i 1966.